# Villers-sur-Meuse
Villers-sur-Meuse je francouzská obec v departementu Meuse v regionu Grand Est. Žije zde 284 obyvatel.

## Geografie
Přes území obce protéká řeka Máza (Meuse).

### Sousední obce
| Růžice kompasu |                   | Les Monthairons | Génicourt-sur-Meuse | Růžice kompasu |
| Růžice kompasu |                   | Sever           | Ambly-sur-Meuse     | Růžice kompasu |
| Růžice kompasu | Villers-sur-Meuse |                 | Ambly-sur-Meuse     | Růžice kompasu |
| Růžice kompasu | Jih               |                 | Ambly-sur-Meuse     | Růžice kompasu |
| Růžice kompasu | Récourt-le-Creux  |                 | Tilly-sur-Meuse     | Růžice kompasu |